# Montenegrói Nemzeti Múzeum
A Montenegrói Nemzeti Múzeum (montenegrói nyelven: Народни музеј Црне Горе, Narodni muzej Crne Gore) Montenegró legnagyobb múzeuma. A múzeumot 1896-ban alapították, és a montenegrói Cetinjében található. Az ország történelmével, kultúrájával és hagyományaival kapcsolatos legfontosabb emléktárgyak konzerválásával, dokumentálásával és összegyűjtésével foglalkozik. A legtöbb kiállítás a 15. század közepétől napjainkig nyújt látnivalókat a látogatók számára.

## Története
1838-ban Bilardówkában külön teret alakítottak ki, ahol trófeákat, zászlókat és az egyház történetéhez kapcsolódó tárgyakat, különösen értékes ikonokat és liturgikus tárgyakat állították ki. 1890-ben a múzeumot a Laboratórium nevű épületbe költöztették, 1896-ban elfogadták a montenegrói hercegi könyvtárról és múzeumról szóló törvényt, a Zetski dom épületében pedig múzeumot hoztak létre.
1926-ban Montenegró utolsó uralkodójának, I. Miklós királynak az udvarában hozták létre az Állami Múzeumot. 1950-ben megalakult a Nemzeti Galéria, amelyből Művészeti Múzeum, majd egy évvel később a Néprajzi Múzeum lett. 1989-ben a Történeti Múzeumban állandó kiállítást alakítottak ki. 1992-ben a több múzeumi részlegből álló „Cetinje Museums” intézményt Montenegró Nemzeti Múzeumává alakították.
2002-ben az egykori szerb nagykövetség épületében megalakult a Néprajzi Múzeum. Ugyanebben az évben megnyílt az Atelier Dado galéria. 2012-ben  létrejött a Régészeti Múzeum, a Biliárdház udvarán pedig lapidárium nyílt. Ugyanebben az évben a Balšić téren az egykori Trgopromet felújított épületében nyitották meg a „Miodrag Dado Đurić” nevű modern galériát. 2018-ban nyitotta meg első állandó kiállítását a Néprajzi Múzeum.
A Montenegrói Nemzeti Múzeum az ország történelmével, kultúrájával és hagyományaival kapcsolatos legfontosabb emlékek megőrzésével, dokumentálásával és gyűjtésével foglalkozik. A múzeumi kiállítások gyűjteménye a mai Montenegró területén az ókortól napjainkig terjed. A mai értelemben azonban megőrizhetők nyomok a 15. század közepétől, amikor Cetinjét Montenegró politikai és szellemi központjaként hozták létre. 

## Felépítése

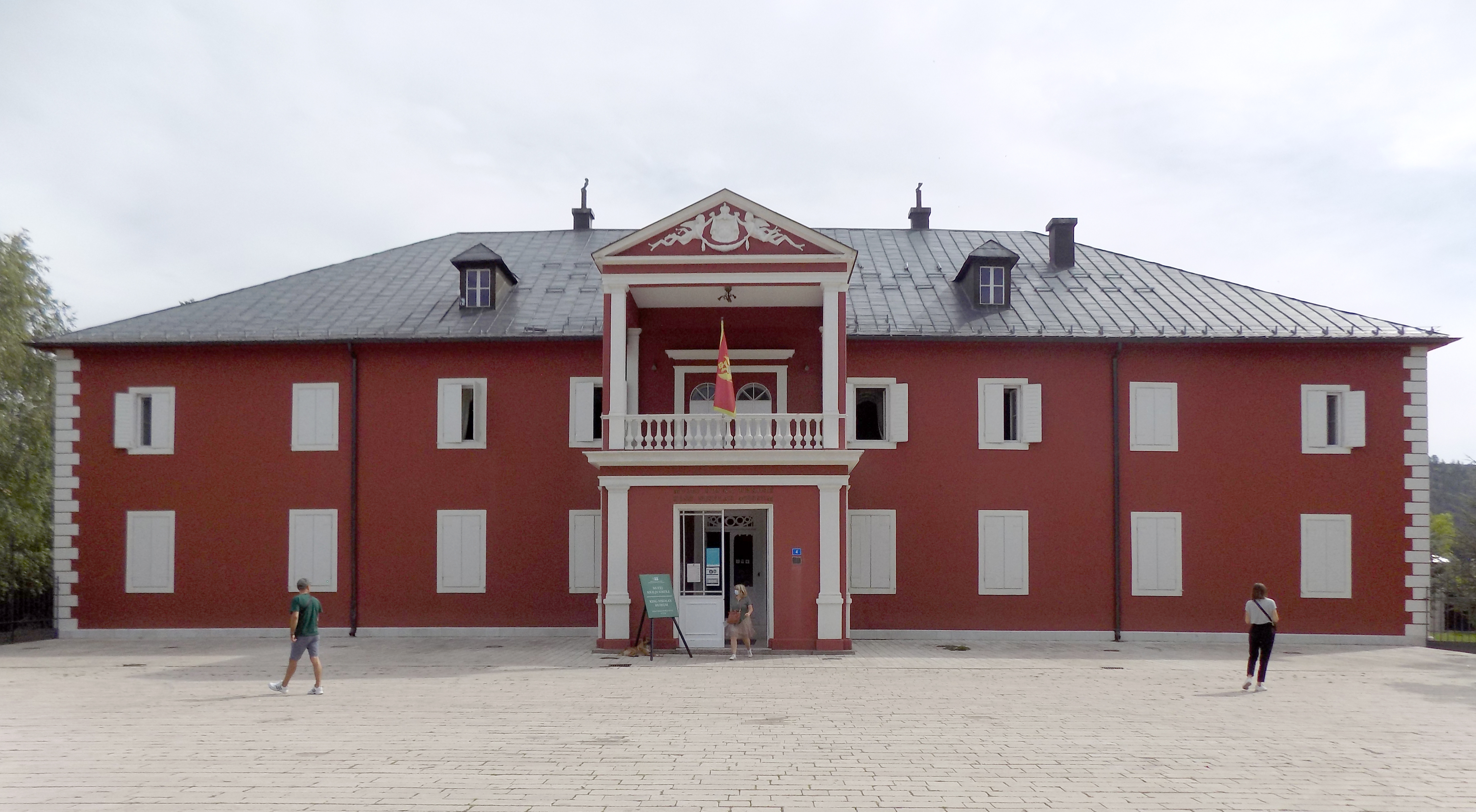
Miklós király palotája, Cetinje

A múzeum több szervezeti egységből áll:
- Montenegró Történelmi Múzeuma
- Montenegró Néprajzi Múzeuma
- Művészeti Múzeum a „Miodrag Dado Đurić” Kortárs Művészeti Galériával és az Atelier DADO-val
- Régészeti Múzeum a Lapidariummal
- Miklós király palotája
- II. Petar Petrović-Njegoš Múzeum
- Njegoš-mauzóleum
- Njegoš születési helye

## Fordítás
- Ez a szócikk részben vagy egészben  a   Muzeum Narodowe Czarnogóry című lengyel Wikipédia-szócikk ezen változatának fordításán alapul.  Az eredeti cikk szerkesztőit annak laptörténete sorolja fel. Ez a jelzés csupán a megfogalmazás eredetét és a szerzői jogokat jelzi, nem szolgál a cikkben szereplő információk forrásmegjelöléseként.